# السينما الإيرانية
يرجع تاريخ السينما في إيران إلى عام 1900، يوم كان الشاه الإيراني مظفر الدين شاه، في زيارة لإحدى الدول الأوروبية وأحضر معه أول آلة تصوير في البلاد. وفي عام 1904، افتتحت أول صالة عرض للسينما بإيران. ويعتبر هذا الأمر نقطة تحوّل وبداية للسينما في إيران وبرغم وجود العديد من صالات السينما عام 1912، فلم يتم إنتاج أي فلم سينمائي في إيران حينها واستمر ذلك حتى عام 1929 حيث كان السينمائيون يقومون ذلك الزمان بعرض الأفلام الغربية المدبلجة في صالات السينما الإيرانيه الصغيرة.
رغم البدايات المبكرة للسينما، لكن أول فيلم إيراني أخرج عام 1930، بعنوان «آبي ورابي»، على يد المخرج أفانيس أوهانيان بمساعدة المصوّرخان بابا معتضدي، خان بابا معتضدي كان أول إيرانيّ يعمل في مجال التصويرمنذ عام 1925حتي عام 1931 وكان يعمل بتصويرالأفلام الخبرية الصامتة ومن أشهرها فلم (مجلس المؤسسين) الذي تم انتجه عام 1925 والذي كان يدور حول مجلس المؤسسين واختير رضاخان ليؤدي فيه دورالسلطان وبعد توليه السلطة قم رضاخان بتكريم الفيلم.

## أول سينما ناطقة في إيران
(بالاك) هي أول صالة سينمائية أحضر إليها الجهاز الناطق في إيران. تقع هذه الصالة في نهاية شارع إسطنبول بالقرب من تقاطع فردوسي في مركز العاصمة الإيرانية طهران. كانت هذه الصالة تقع تحت فندق بالاس بالضبط وبعد مدة أصبحت تدعي بسينما القصر وبعدها سميت بسينما طهران واليوم أصبح ذلك المكان سوقا يدعي بسوق الكويتيين.

## معاهد السينما في إيران
العديد من المعاهد، التي تديرها الحكومة والخاصة، توفر التعليم الرسمي في جوانب مختلفة من صناعة الأفلام. من بين أبرز هذه الأفلام: مؤسسة الفارابي للسينما، شركة هداية للسينما، مركز الأفلام الوثائقية والتجريبية.

## أول فيلم إيراني ناطق
عام 1940 كان فيلم (دخترلر) (الفتاة اللرية) أول فيلم إيراني ناطق والذي صوره عبد الحسين سبنتا.رواية الفيلم كانت مستوحاة من رواية شعبية تعرف باسم جعفر وجلنار، يسلط اليفلم الضوء على حياة جلنار التي تعمل في مقهى وتتعرف علي الضابط جعفر وتتوطد العلاقة بينهما ويتعلـّقان ببعضهما كثيرا. حظي هذا الفيلم باستقبال قل نظيره من قبل الجمهور وشكل أيضا نقطة بداية لصنع عدة أفلام إيرانية أخرى. فيلم (الفتاة اللريه) لايعتبر فلما إيرانيا فحسب بل هو أحد الأفلام الناطقة باللغة الفارسية السّباقة في تاريخ السينما في إيران فبعدها تم إنتاج أول فيلم عرض في إيران ألا وهو (جراغ هاي نيوورك) (اضوية نيوورك).و قد أوجد هذا الفيلم تغييرا في الأجواء السياسية والرقابة الشديدة في تلك الفترة.
خلال الفترة بين عامي 1936و1948 والتي كانت تعتبر فترة ركود في السينما الإيرانية انتهج منتجوا السينما الإيرانية خطٌا فكريٌا خاصا يقتبس مقوماته من الأفلام الأجنبية. فقد تطورت صناعة الأفلام في السنوات التي تلت عام 1943 بشكل سلبي بسبب تأسيس العديد من الشركات السينمائية من قبل أصحاب الثروات ونتيجة الاهتمام الزائد بالربح في هذا المجال من جهة والوضع السياسي من جهة أخرى قررت الحكومة في 28 تموز اقرار قانون تحديد الحريات فقد أصبحت السينما الإيرانية غيرهادفة. لكنّ ذلك لم يمنع عدد من منتجي ومخرجي السينما من المحاولة لتغيير الوضع الراهن فقد حاول ساموئيل خاشيكيان وهوشنك كاووسي وفرّخ غفاري وإبراهيم كلستان وسهراب شهيد ثالث ومسعود كيميايي وداريوش مهرجوئي وفريدون رهنما وعلي حاتمي الي ابتداء مسيرة ثقافية جديدة في صناعة السينما الإيرانية والتي كانت الي حد ما تسعي إلى الابتعاد عن التقاليد الشائعة.
كانت السينما في إيران في بداياتها متأثرة بالسينما الهندية، وبعدها بدأت تأخذ خطاً مستقلاً لها يعبر عن شخصيتها المستقلة، وإن كان هناك ضغوط من الدولة للاتجاه نحو العصرنة، وإظهار إيران بشكل عصري منفتح على الغرب. وقد كان هذا تحديداً في فترة الستينات، حيث ظهرت موجة جديدة من المخرجين الإيرانيين الذين ابتدعوا تقنيات جديدة في السينما ولم يخشوا من النقد الاجتماعي. ومن أهم أفلام هذه الفترة، فيلم «البقرة» 1969، الذي أخرجه داريوش مهرجوئي.
فقد أسس هذا الفيلم، الذي صور بأكمله في قرية إيرانية لمنهج الواقعية الجديدة الذي نادت به السينما الإيطالية، وهي المدرسة التي سيتبعها أهم مخرجي إيران في ما بعد. من أهم صفات المدرسة الواقعية الجديدة كما بدأت في إيطاليا عام 1943، وانتهت عام 1961، أن أفلامها تتناول حياة الفقراء والطبقة العاملة، وتتميز باللقطات الطويلة في مواقع التصوير الحية، وغالباً ما تعتمد على ممثلين غير محترفين في الأدوار المساعدة، وأحياناً في الأدوار الرئيسية. وتركز أفلام هذه المدرسة، بشكل خاص، على التغيرات التي تعتمل في النفسية، وأوضاع الحياة اليومية. منع هذا الفيلم من العرض أيام الشاه، لأنه ـ على حد زعم الرقابة ـ يتعارض مع صورة إيران العصرية، لكنه هرب إلى الخارج، وعرض في مهرجان البندقية عام 1971، ولقي احتفاء واسعا من قبل النقاد.

## السينما خلال الأعوام 1970-1980
أصبح تأسيس مركز التربية الفكرية لليافعين والشباب في عام 1969 فرصة مناسبة من أجل صياغة أسس السينما الثقافية في إيران وتعاون اليونسكو مع هذا المركز باعتباره موزّع لأفلام الأطفال في إيران ترك اثرا ايجابيا في ارتقاء المستوي الثقافي للمركز.

### السينما الإيرانية بعد انتصارالثورة الإسلامية
بعد انتصار الثورة الإسلامية في إيران وخلال عامي 1979وحتي 1983 وبسبب عدم وجود قيود لصناعة الأفلام كان وضع السينما في إيران غيرمناسب. لكن بعد عام 1987 ومع إعادة تنظيم مونتاج الأفلام لتتناسب مع ظروف الثورة الإسلامية فقد ظهرت مجموعة من العناصرالسينمائية الشابة كمحسن مخملباف وإبراهيم حاتم كيا ومجيد مجيدي وأبوالفضل جليلي إلى جانب كبار الحقبات السابقة كـعباس كيارستمي وبهرام بيضايي وداريوش مهرجويي لتساهم بصنع أفلامٍ تتناسب مع توجهات تلك الفترة الخاصة التي تزامنت مع الحرب المفروضة على إيران.
و الملفت في الأمر الحضور النسوي البارز خلال السنوات التي تلت انتصارالثورة الإسلامية في إيران وسطعت مخرجات وممثلات بأعلى المستويات ليتنافسن مع الرجال امثال المخرجة السينمائية رخشان بني اعتماد وبوران درخشنده وتهمينة ميلاني و....

### المهرجانات السنوية وتاثيرها على السينما في إيران
عقد المهرجات السينمائية بشكل سنوي كمهرجان أفلام فجر كان له دورا مهماً في جلب اهتمام الشباب إلى السينما الأمر الذي ساهم وبشكل مؤثر علي تطور الفن السابع في إيران.
وفي هذا السياق حصلت السينما إيرانية وبفضل ابداعات مخرجيها علي معظم الجوائز الوطنية والعاليمة كجائزة اوسكار التي حازها المخرج مجيد مجيدي 1998 كما اهدي مهرجان كان السنيمائي في فرنسا جائزتة لعباس كيارستمي لفلمه طعم الكرز.
و حصلت أفلام إيرانية عديدة على جوائز دولية منها..
- جائزة النمرالذهبي في مهرجان لوكارنو في سويسرا في عام 1997م لجعفربناهي عن فيلم آيينه (المرآة).
- جائزة أفضل فيلم في مهرجان فيلم القارات الثلاث في نانت بفرنسا في عام 1996 للمخرج أبوالفضل جليلي عن فيلم يك داستان واقعي (قصة واقعية).
- جائزة الكاميرا الذهبية في مهرجان كان السينمائي الفرنسي في عام 1995 للمخرج جعفربناهي لفلمه باد كنك سفيد (البالون الأبيض).
- جائزة روبرتو روسوليني في مهرجان كان السينمائي الفرنسي وأيضا جائزة فرانسوا تروفو في مهرجان فيلم جيفوني الإيطالي في عام 1992 للمخرج عباس كيارستمي تكريما له على مجمل أعماله السينمائية.
- جائزة أفضل فيلم في مهرجان القارات الثلاث في نانت بفرنسا في عام 1989 للمخرج أميرنادري لفلمه آب باد خاك (الماء الرياح التراب).
- جائزة أفضل فيلم في مهرجان القارات الثلاث في نانت بالفرنسا في عام 1985 للمخرج أميرنادري لفلمه دونده (الراكض).